# Кореница (Ђаковица)
Кореница (алб. Korenicë) је насељено место у општини Ђаковица, на Косову и Метохији. Према попису становништва из 2011. у насељу је живело 460 становника.

## Становништво
Према попису из 2011. године, Кореница има следећи етнички састав становништва:
| Националност | 2011.        |
| Албанци      | 438 (95,22%) |
| Египћани     | 22 (4,78%)   |
| Укупно       | 460          |

| Демографија | Демографија | Демографија |
| Година      | Становника  | Становника  |
| ----------- | ----------- | ----------- |
| 1948.       | 303         |             |
| 1953.       | 378         |             |
| 1961.       | 433         |             |
| 1971.       | 566         |             |
| 1981.       | 749         |             |
| 1991.       | 863         |             |
| 2011.       | 460         |             |